# A...B...C...
A…B…C… – pozytywistyczna nowela pisarki Elizy Orzeszkowej z 1884. Tematem jest walka z rusyfikacją polskiej oświaty poprzez pozytywistyczną pracę u podstaw.

## Historia
Druk noweli rozpoczęty został w 1884 w ilustrowanym tygodniku „Świt”, wydawanym w latach 1884-1887 w Warszawie przez S. Lewentala. Wstrzymany został przez cenzurę, wskutek czego Orzeszkowa zmieniła środowisko rosyjskie na niemieckie. A…B…C… ukazało się w zbiorach Trzy nowele z 1887 i W zimowy wieczór z 1888. W wydaniu z 1907 przywrócono tekst pierwotny.

## Fabuła
Bohaterką utworu jest Joanna Lipska, córka niedawno zmarłego pedagoga, który został zwolniony z pracy, ponieważ był Polakiem.

(...)ojca, który niewiele przed wydaleniem się swem z tego świata wydalony został z posady nauczyciela miejscowej szkoły męskiej. Gdyby był dłużej posadę tę zachował… A! wcale inaczej działoby się teraz z dwojgiem jego dzieci. Ale zachować jej nie mógł. Dlaczego? Daleka przyszłość zdumiewać się nad tem będzie: był Polakiem.

Joanna mieszka wraz z młodszym bratem Mieczysławem, niższym urzędnikiem, kancelistą izby skarbowej, w niewielkim mieszkaniu, do którego przeprowadzili się po śmierci ojca. Dziewczyna ma w sobie dużo energii, pragnie być potrzebna, gdy zamożna właścicielka magla Rożnowska proponuje, aby podjęła się nauki jej dwóch wnuczek i syna znajomej, z zapałem podejmuje się pracy. Wkrótce mała szkółka poszerza się o kolejnych uczniów – Joanna uczy pisania i czytania po polsku dzieci z biednych rodzin ślusarza, stróża, mularza. Wynagrodzenie jest prawie żadne, głównie w naturze bądź w postaci drobnych sąsiedzkich przysług, ale działanie to sprawia, że Joanna czuje się potrzebna, a i rodzice dzieci są szczęśliwi z ich edukacji, upatrując w tym szansę dla dzieci na lepsze, niż ich ubogie życie.
W wyniku donosu Lipska staje przed sądem za prowadzenie szkoły bez zezwolenia władz. Podczas rozprawy nie potrafi zrozumieć ani ona, ani rodzice uczonych przez nią dzieci, naganności tego postępowania – przecież pomagała innym. Sąd, poruszony jej postawą i ostatnim słowem –  I teraz myślę, że dobrze czyniłam. – wymierza jej stosunkowo łagodną grzywnę 200 rubli z możliwością zamiany na trzy miesiące więzienia. Jednak dla biednego rodzeństwa Lipskich jest to suma ogromna, przekraczająca ich możliwości finansowe. Dziewczyna wraca do domu z myślą, aby przygotować go dla brata na czas pobytu w więzieniu. Mieczko wraca późnym wieczorem i przyznaje się, że pożyczył pieniądze na zapłatę kary od lichwiarza. Joanna jest załamana, ponieważ wie, że suma i procenty są ponad ich możliwości. Nowela kończy się słowami:

Maleństwo stłumiło srebrną dźwięczność swego głosu i, krótkim paluszkiem o każdą z liter uderzając, cicho, szeptem prawie, czytało: — A… b… c…

## Geneza
Pierwowzorem Joanny Lipskiej była Apolonia Makowska, siostra Wincentego Chełmińskiego, wspólnika wileńskiej księgarni Orzeszkowej. 16-letnia Apolonia w latach 1872–73 założyła i samodzielnie prowadziła szkołę dla dzieci wiejskich i dla dzieci oficjalistów dworskich w Werkach pod Wilnem. Za tę działalność została aresztowana i skazana na 3 miesiące więzienia, z możliwością zamiany na karę grzywny. Rosyjskie represje wobec Polaków po powstaniu styczniowym były bardzo dotkliwe, za prowadzenie tajnych, zakazanych szkół polskich.

## Przekłady
Nowelę przetłumaczono na angielski, hebrajski, niemiecki, rosyjski, serbsko-chorwacki, szwedzki i ukraiński. W 1909 roku ukazał się przekład noweli na esperanto autorstwa Franciszka Endera.